# Boetticher (Adelsgeschlecht)

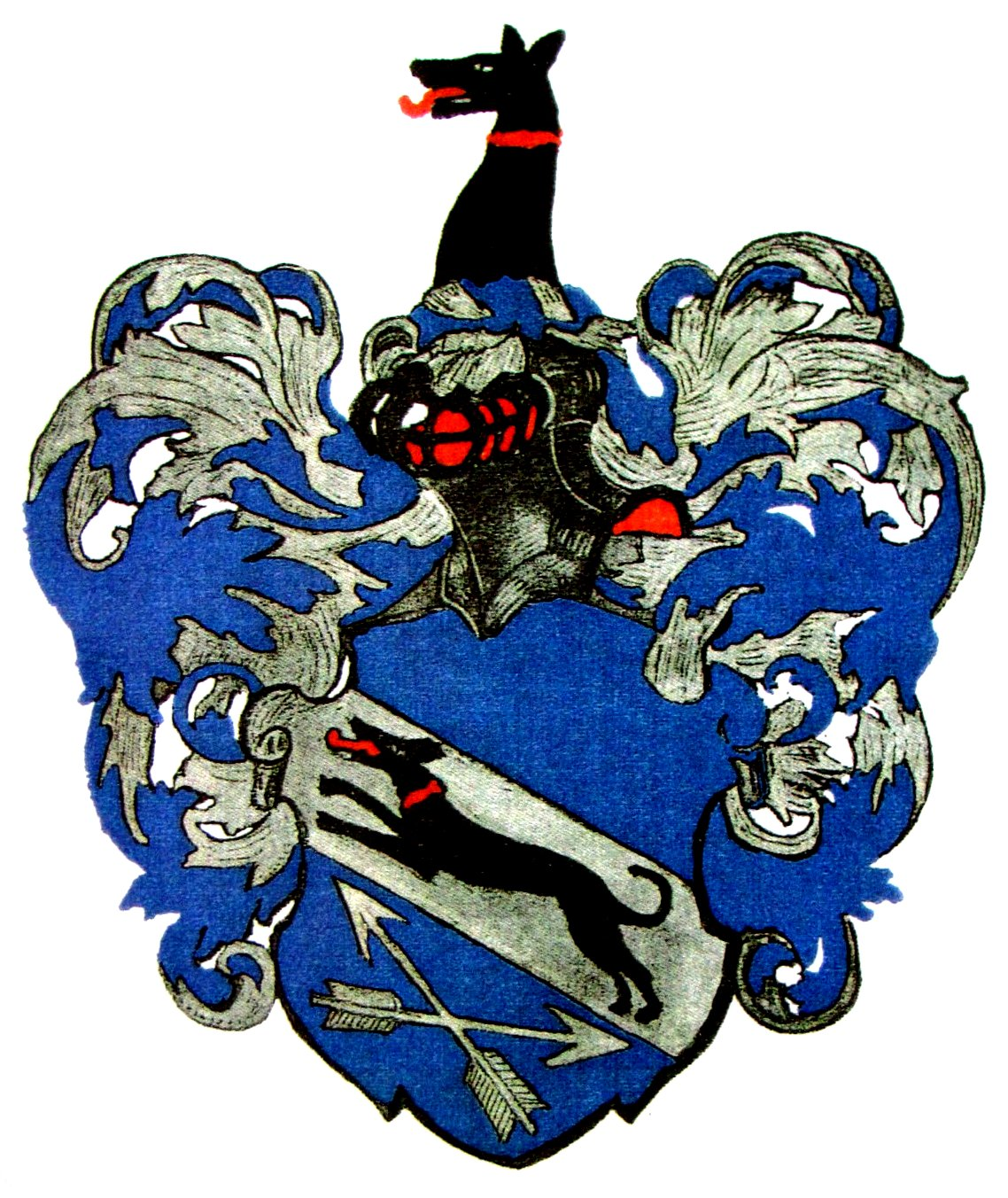
Wappen der Familie von Boetticher

Boetticher ist ein hohnsteinisch-thüringisches Adelsgeschlecht, welches aus dem alten Rittergeschlecht derer von Wechsungen hervorgegangen ist. Stammvater ist Hermann Bötticher (1474–1561), Ratsherr in Nordhausen und Vater des gräflich-hohnsteinschen Kanzlers und Reformators in Nordhausen, Peter von Boetticher, der von Kaiser Maximilian  II. am 24. Oktober 1563 in Pressburg in den Reichsadelstand erhoben wurde.

## Geschichte
In den Urkunden des Zisterzienser-Kloster Walkenried wurde 1204 erstmals Werner von Wechsungen erwähnt. In den folgenden zwei Jahrhunderten werden zahlreiche Glieder diese Geschlechtes genannt, die zunächst Lehnsleute und Burgmannen der Grafen von Klettenberg und derer von Hohnstein gewesen sind. Man findet sie später in Groß-Werther (1307), zu Auleben (1477), Sondershausen (1430), Heringen (1417/22), Voigtstedt und Wetteraue. 1310 traten drei Mitglieder der Familie, Henricus, Bertholdus und Fridericus, als ritterbürtige Männer in das Patriziat der Stadt Nordhausen ein und stellten fortan mit ihren Nachkommen Mitglieder des Rates der Stadt. 1401 wird in den Nordhäuser Urkunden Hans Wechsung erwähnt, der 1429 als Ratsherr, 1432 als Ratsmeister und 1433 als Kriegsmeister genannt wird, 1436 in der Kranichgasse wohnte und mit einer Bürgermeistertochter Bötticher verheiratet war. Sein Sohn Heinrich wird 1453 in den Urkunden als „Wechsung, anders Bötticher“ bezeichnet und dessen Sohn Hermann benutzte allein den Namen Bötticher. Er heiratete Elisabeth von Werthern und wurde Stammvater von neun verschiedenen Linien der Familie Bötticher und Boetticher.

## Verschiedene Linien der Familie
In direkter Nachfolge auf Kanzler Peter von Bötticher steht die Ältere Nordhäuser Linie, die heute in Bremen, bei Stuttgart und bei München ansässig ist, und die Jüngeren Nordhäuser Linie (Stammvater: Andreas Bötticher, Sohn der Nordhauser Bürgermeisters Jobst Böttichers, um 1550–1624).
Sie führen das Wappen der Nobilitierung von 1563. Aus dieser Hauptlinie entstammen auch die märkischen von Bötticher. Nachdem der preußische Hofrat Friedrich Heinrich Bötticher (1740–1805) vergeblich zwischen 1786 und 1796 in Preußen um Anerkennung der Nobilitierung von 1563 ersucht hatte, wurde sein Sohn Philipp Heinrich Leopold (1773–1830) am 21. Mai 1819 als damaliger Major im Garde-Dragoner-Regiment in den preußischen Adelsstand erhoben und ihm in Anerkennung seiner Abstammung das Wappen Peter von Boettichers zugeteilt. Am 27. November 1882 erfolgte die preußische Adelsanerkennung auch für den preußischen Hauptmann Wilhelm von Boetticher (1844–1927) durch ein Heroldsamtsreskript.
Die Hattorfer Linie wird durch den aus Nordhausen stammenden Andreas Bötticher (1520–1608) begründet. Vermutlich schon er oder sein Sohn Adam Merten (geb. um 1549) waren Pächter des dortigen Schäferhofes. Die Tochter Margarete Bötticher (1595–1638) heiratete Andreas Meienberg. Deren Tochter Anna (1631–1691) war mit dem Ackermann Hans Schinckel in Mackenrode verheiratet. Dieser Zweig der Familie hat heute noch eine Vielzahl von Nachkommen in Mackenrode Kreis Nordhausen, Limlingerode und Werningerode (Eichsfeldkreis).
Erloschen sind inzwischen die Großwechsunger Linie (Stammvater war der Bruder des Kanzlers, Hans Bötticher, † 1611) und die Frankenhäuser Linie (Stammvater: Jost Bötticher, † 1653).
All diese Linien waren noch bis ins 19. Jahrhundert in und um Nordhausen ansässig und stellten dort Ratsherren, Bürgermeister und Kaufleute, später auch hochrangige Offiziere. Johann Otto Wilhelm Bötticher (* 1. Juni 1782) in Nordhausen, Kaufmann in Nordhausen, wanderte nach Amerika aus.
Bekannte Familienmitglieder
- Jobst von Bötticher (um 1550–1624), Bürgermeister von Nordhausen (1595, 1597, 1603)
- Johann von Bötticher (1662–1728), Ratsherr, Gildemeister und Bürgermeister von Nordhausen 1726–1728
- Karl Gottlieb Wilhelm (von) Bötticher (1806–1889), Architekt, Kunsthistoriker und Archäologe
- Karl Heinrich Boetticher (1833–1907), preußischer Beamter, Vizekanzler, Politiker
- August Wilhelm Theodor von Bötticher (1845–1927), preußischer Generalmajor
- Christian Friedrich Traugott von Bötticher (1851–1931), preußischer Generalleutnant
- Hermann von Boetticher (1887–1941), Schriftsteller und Dramaturg

Die 1864 von König Wilhelm I. von Preußen geadelte Familie des ehemaligen Oberpräsidenten der Provinz Preußen, Carl Wilhelm von Bötticher (1791–1868), führt sich selbst ebenfalls auf die Nordhäuser Familie Boetticher zurück, ohne diesen Nachweis genealogisch erbringen zu können. Sie lassen sich zurückverfolgen auf den um 1650 lebenden Förster Johann Boetticher, der in Friedeberg in der Neumarkt wirkte. Das benachbarte Schwedt/Oder gehörte allerdings 1481 bis 1609 zur Grafschaft Hohnstein, was eine Verbindung nicht unwahrscheinlich erscheinen lässt.
Bekanntester Vertreter dieses Zweiges ist Karl Heinrich von Boetticher (1833–1907), Vizekanzler des Deutschen Reiches, Vizepräsident des Staatsministeriums, Staatssekretär des Inneren und Wegbereiter der deutschen Sozialgesetzgebung.

## Die Kurländische Linie

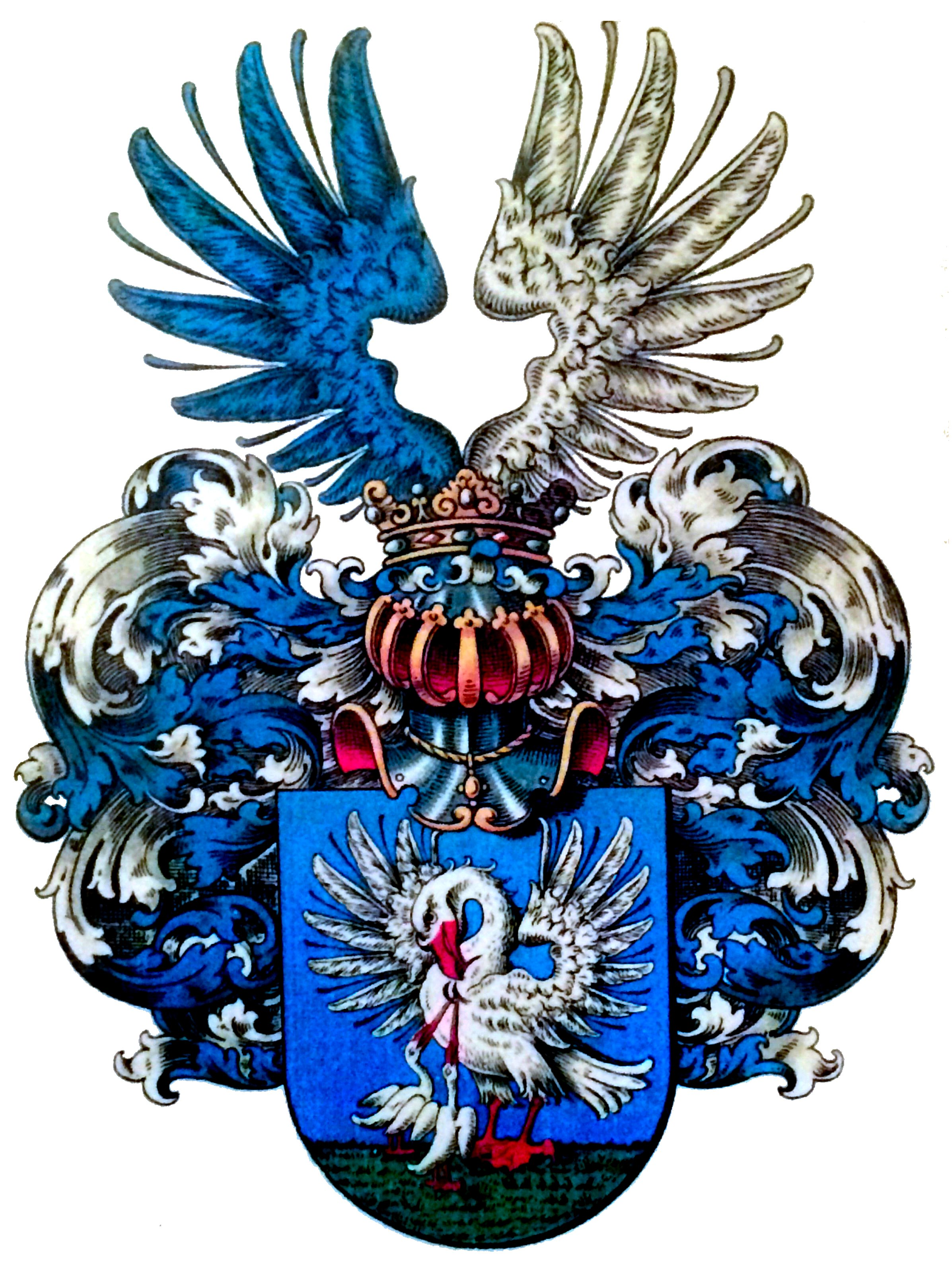
Wappen der kurländischen Familie von Boetticher

Ob das kurländische Adelsgeschlecht von Boetticher von der Nordhäuser Familie von Bötticher abstammt, ist genealogisch nicht dokumentiert, da die Kirchenbücher im Dreißigjährigen Krieg vernichtet wurden. Die Linie stammt nachweislich von dem um 1650 geborenen Pastor Nikolaus Boetticher ab, der in Erfurt das Gymnasium besucht und Theologie studiert hatte, bevor er sich als Pastor in Kurland niederließ. Zunächst war 1795 der kgl. polnische Kommerzienrat Carl Friedrich Boetticher (1747–1815) durch Kaiser Franz II. in Wien in den Reichsadelsstand erhoben worden, starb aber ohne Nachkommen. Die Verbindung zur Nordhäuser Familie wurde dann durch die Beschlüsse des Heroldiedepartements des Dirigierenden Senats des Russischen Kaiserreiches vom 29. September 1842 und 6. September 1844 festgestellt, die antragstellenden Nachfahren von Nikolaus als altadelig (Adel vor 1695) anerkannt und in das russische Adelsgeschlechtsbuch eingetragen. Am 22. August 1863 erfolgte auch die Eintragung in das Geschlechtsbuch des nicht immatrikulierten Adels des Gouvernements Kurland.
Diese Kurländische Linie gehörte zu den einflussreichen Familien im Baltikum, belehnt mit ansehnlichen Rittergütern, verankert im Patriziat der Stadt Riga und mit hohen Ämtern im Dienst der russischen Zaren betraut. Die Nachfahren leben heute in ganz Deutschland verteilt sowie mit einem starken Zweig in Kanada.
Bekannte Familienmitglieder
- Gustav von Boetticher (1782–1848), russischer General
- Alexander von Boetticher (1812–1893), deutsch-baltischer Ingenieur-Offizier, Erbauer des neuen Riga´schen Hafens
- Theodor von Boetticher (1819–1901), deutscher Publizist, Jurist, livländischer Staatsrat
- Friedrich von Boetticher (1826–1902), Kunsthistoriker
- Emil von Boetticher (1836–1907), deutsch-baltischer Politiker und Bürgermeister von Riga
- Hans von Boetticher (1886–1958), deutscher Zoologe
- Dietrich von Boetticher (* 1942), deutscher Wirtschaftsanwalt
- Manfred von Boetticher (* 1947), deutscher Archivar und Historiker
- Annette von Boetticher (* 1955), deutsche Historikerin, Autorin und Herausgeberin
- Anna von Boetticher (* 1970), deutsche Apnoetaucherin und 34fache deutsche Rekordhalterin
- Arne von Boetticher (* 1970), deutscher Sozial- und Rechtswissenschaftler, Dekan des Fachbereich Sozialwesen der Ernst-Abbe-Hochschule Jena.

Auch die Mutter des Schriftstellers Werner Bergengruen, Helene von Boetticher (1863–1945), entstammt dieser Familie.
1854 wanderte Friedrich von Boetticher aus Kurland nach Sachsen aus, wo sein Sohn Walter 1904 ins sächsische Adelsbuch eingetragen wurde. Die Nachfahren leben heute in Deutschland, den USA, England und Südafrika.
Zu diesem sächsischen Zweig der Kurländischen Linie gehören:
- Walter von Boetticher (1853–1945), deutscher Historiker, Genealoge und Arzt
- Friedrich von Boetticher (1881–1967), deutscher General der Artillerie, Militärattache in Washington, Militärschriftsteller
- Christian von Boetticher (* 1970), deutscher Politiker, ehemaliger Landesminister in Schleswig-Holstein

In diesen Familienzweig heirateten der Weimarer Oberbürgermeister Karl Pabst und der Komponist Franz Curti ein.

## Wappen
Nach Ausweis der Urkunden des Nordhäuser Stadtarchivs aus den Jahren 1370/75 und 1392 hängenden Siegel führten die Ritter von Wechsungen einen Schild mit einem Querbalken; der Schildhelm trug als Zier zwei Büffelhörner.
Kaiser Maximilian II. verlieh Peter von Boetticher 1563 folgendes Wappen: „Im roten Feld in der Mitte einen breiten silbernen Streifen, in dem ein schwarzer Windhund mit rotem Halsbande sich im vollen Laufe von der linken zur rechten Seite bewegt, unter demselben sind zwei über Kreuz gelegte silberne Pfeile. Aus dem gekrönten Turnierhelme wächst der schwarze Windhund in aufgerichteter Stellung.“ Das Wappen vereint Elemente des v. Werther’schen Wappens mütterlicherseits und des Bötticher’schen Bürgermeisterwappens. So stammt der Windhund aus dem Wappen von Werther, die aufstrebenden Pfeile aus dem Wappen der Bötticher. Der preußische König Friedrich Wilhelm III. verlieh das gleiche Wappen in Anerkennung der Abstammung am 21. Mai 1819 an Philipp Heinrich Leopold Bötticher (1773–1830).
Die im Gouvernement Kurland beheimatete Linie führt folgendes Wappen: „Im blauen Schilde auf grünem Boden ein Pelikan mit zwei Jungen; Gekrönter offener Helm; Kleinod: Offener Flug, rechts blau, links silber; Decken blau und silber“. Der Wappenspruch lautet: „Quid non dilectis“.